# Dreata
Dreata is een geslacht van vlinders van de familie Eupterotidae, uit de onderfamilie Eupterotinae.

## Soorten
- D. hades Walker, 1855
- D. yokoana Bethune-Baker, 1927